# 發球區

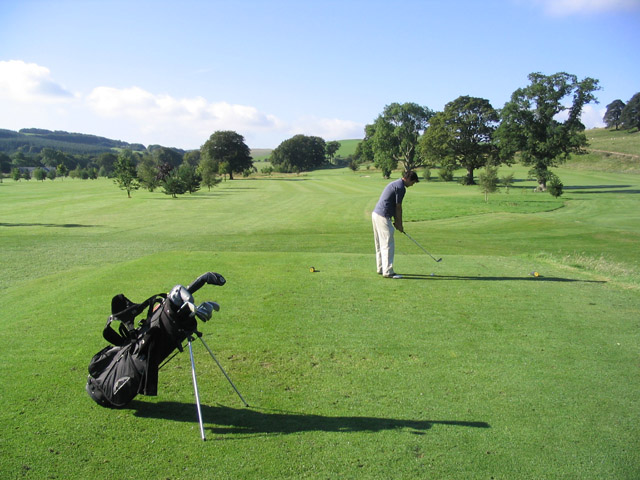

發球區（teeing ground）是指高爾夫球運動中，球手在每個球洞發球的地區。發球區的表面通常是草地，草的長度短於球道，但長於果嶺。